# Linda Garden
Linda Garden, född 17 oktober 1955, är en australisk friidrottare. Hon deltog vid olympiska sommarspelen 1984.